# Престолонаследие

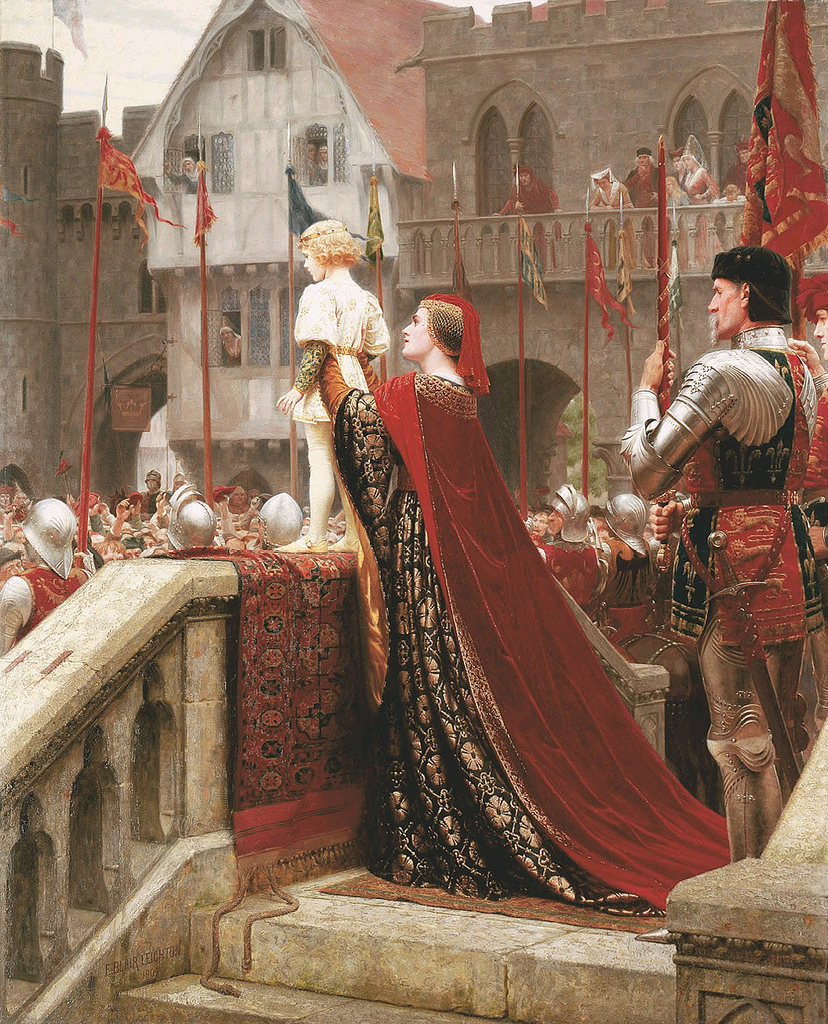
Эдмунд Лейтон — Время провозглашения принца наследником трона (или Vox Populi), 1904 год.

Престолонасле́дие — порядок передачи верховной власти (выбора престолонаследника) в монархиях.

## Типы
Различают три вида преемства:
- по избранию[1];
- по назначению предшественника (по завещанию[1]);
- по законному наследованию (по наследству[1]).

### Избирательная монархия
Система избирательной монархии действовала в Священной Римской империи германской нации, Речи Посполитой, Королевстве Венгрия. Назначение себе преемника практиковалось римскими и византийскими императорами; согласно изданному Петром I Указу о престолонаследии от 1722 года российский император сам назначал себе наследника, будучи формально ничем не ограничен в своём выборе (этот порядок был отменён в 1797 Павлом I).
Ныне монарха избирают (из князей штатов) в Малайзии и (из членов королевского дома) в Камбодже; выборной монархией во главе с папой римским является также Ватикан.

### Наследственная монархия
Наследственная монархия — наиболее распространённая форма, причём имеются три порядка наследования:
- сеньоратный, или лествичное право, когда наследует старейший по возрасту в роду Османская империя, в современном мире примером с оговорками является Саудовская Аравия);
- майоратный (в узком смысле слова), наследует старший сын монарха;
- примогенитура (по праву первородства) с переходом в порядке линий и правом заступления: престол переходит сначала к нисходящему потомству в одной линии (наследует старший сын, а если он умер раньше отца, то его старший сын, если у старшего сына не было сыновей, то к его брату-старшего сына, при условии обладания земли-амта и абсолютной власти на ней, как пример Капетинги), а после прекращения допустимых престолонаследников в старшей линии к следующей по старшинству линии. Для защиты от вырождения рода и его угасания, а так же основы государственности, основных линий могло быть две и больше, основное условие собственность-земля и абсолютная власть на ней, самая продуктивные в истории в этом плане были Капетинги, с титулом Принц крови. Например, владетельный род Рейсс делился на две основные линии: Рейсс (старшей линии) и Рейсс (младшей линии). Обе линии были отдельными суверенными княжествами.

В зависимости от прав женщин на престолонаследие различают следующие типы примогенитуры:
- салическую систему: женщины совершенно исключаются от права наследования. В прошлом такие правила действовали во Франции, Бельгии, Швеции, Италии, Дании, Пруссии. На протяжении XX века этот принцип был отменён во всех европейских странах, где сохраняется монархия, и ныне действует лишь в Японии. В то же время законодательство Лихтенштейна, исключая от права наследования женщин, допускает наследование престола потомками по женской линии в случае полного прекращения всех потомков мужского пола данной династии;
- австрийскую или «полусалическую»: женщины допускаются к наследованию лишь по совершенном прекращении всех потомков мужского пола данной династии (Австрия, Российская империя, Греция, Бавария), в настоящее время с отменой этого закона в Люксембурге в 2011 году он нигде более не применяется из действующих европейских монархий;
- кастильскую (английскую): женщины устраняются от наследования лишь в пределах одной линии, например, младший брат устраняет старшую сестру, но дочь старшего брата исключает дядю (Испания, Монако, ранее также Португалия и Великобритания);
- шведскую (абсолютную примогенитуру): наследником является старший ребёнок монарха независимо от пола (то есть вообще отменено предпочтение мужского пола перед женским). Это самый новый тип престолонаследия, впервые введён в Швеции в 1980 году и с тех пор принят также в Норвегии, Бельгии, Нидерландах, Дании и Люксембурге. Перешёл к нему в 2006 году и Непал, где в 2008 году монархия была упразднена. 28 октября 2011 года премьер-министры Королевств Содружества заявили о намерении изменить закон о престолонаследии от 1701 года, уравняв в правах наследников обоих полов. На данный момент в Великобритании действует шведская примогенитура.

### Смешанная система
В некоторых монархиях практиковалась промежуточная система, при которой монарх мог назначить наследником по своему выбору одного из сыновей, не обязательно старшего (империя инков), либо вообще любого мужчину царского рода (Корея при правлении династии Чосон). Аналогичная система складывается и в современной квазимонархической Корейской Народно-Демократической Республике.

## В России

### Акт от 5 апреля 1797 года
В России была принята примогенитура по австрийской (полусалической) системе согласно акту от 5 апреля 1797 года. Порядок престолонаследия определялся в этом акте в описательной форме, причём император Павел писал только о себе и своих детях: престол после его кончины перейдёт к его старшему сыну и всему его мужскому потомству по порядку первородства затем в род его второго сына и т. д. По пресечении всего мужского потомства сыновей Павла престолонаследие перейдёт в женское поколение к ближайшей родственнице последнецарствовавшего и затем к другим женским лицам, всегда переходя от ближайших к последнецарствовавшему к далее отстоящим. Этот порядок именовался в акте «порядком заступления»:

избираем наследником по праву естественному после смерти моей Павла сына нашего болышего Александра, а по нём — всё его мужское поколение. По пресечении сего мужского поколения наследство переходит в род второго моего сына, где и следовать тому, что сказано о поколении старшего моего сына и так далее, если бы более у меня сыновей было что и есть первородство. По пресечении последнего мужского поколения сыновей моих наследство остается в сём роде, но в женском поколении последнецарствовавшего, в котором следовать тому же порядку, предпочитая мужское лицо женскому, однако здесь приметить надлежит единожды навсегда, что не теряет никогда права то женское лицо, от которого право безпосредственно пришло. По пресечении сего рода наследство переходит в род старшего моего сына в женское поколение, в котором наследует ближняя родственница последнецарствовавшего рода вышеупомянутого сына моего, а в недостатке оной — то лицо мужское или женское, которое заступает её место, наблюдая, что мужское лицо предпочитается женскому, что и есть заступление. По пресечении же сих родов наследство переходит в женский род прочих моих сыновей, следуя тому же порядку, а потом в род старшей дочери моей в мужское её поколение, а по пресечении оного — в женское её поколение, следуя порядку, наблюдённому в женских поколениях сыновей моих. По пресечении поколения мужского и женского старшей дочери моей наследство переходит к поколению мужскому, а потом женскому второй дочери моей и так далее. Здесь правилом положить должно, что меньшая сестра хотя бы и сыновей имела, не отъемлет права у старшей, хотя бы незамужней, ибо оная могла бы выйти замуж и родить детей. Брат же меньший наследует раньше старших своих сестер.

Постановления акта 5 апреля дополнялись и пояснялись параграфами 15 и 16 Учреждения об Императорской Фамилии.